# Mix Master Mike
Mix Master Mike, pseudonimo di Michael Schwartz (San Francisco, 4 aprile 1970), è un disc jockey statunitense, di origine filippina, celebre soprattutto per l'ormai decennale collaborazione con il gruppo hip hop dei Beastie Boys.
Cresciuto in una delle città più importanti della West Coast, San Francisco, comincia molto presto ad ascoltare diversi generi musicali: il merito va allo zio, che collezionava vinili (soprattutto funk anni 70). Affascinato soprattutto da assoli di chitarra e dai primi "piatti", Mike, nel 1984, all'età di quattordici anni, si avvicina all'hip-hop, all'ambiente dei b-boys e dei breakers. Si costruisce infatti la sua prima consolle nel vecchio magazzino dello zio, inizia a collaborare con gli speakers locali e comincia ad esercitarsi ai piatti.
La passione per l'arte dei primi djs cresce sempre di più, finché, alla fine degli anni '80, decide di dedicarsi completamente a questa attività. Partecipa molto giovane ad alcune competizioni per dj, che lo vedono sempre in contrasto con altri artisti, con i quali, sorprendentemente, collaborerà. Infatti Michael crea un vero e proprio team, quello degli Invisible Scratch Pickles: collabora con DJ Qbert, Shortkut, Apollo, Disk. Le origini filippine di questa squadra di geni musicali, aiutarono ad aprire, secondo molti, la strada a tanti giovani asiatici appassionati di hip hop.
Ma dopo che nel 1992 DJ Qbert vince un premio molto importante, Mix Master Mike decide di partecipare alla più grande gara di DJ del mondo, la Disco Mix Club, vincendo nettamente: la sua grande abilità ai piatti è dimostrata anche dal fatto che negli anni successivi lo pregano di non parteciparvi più, in modo che altri giovani DJ possano mettersi in mostra.
Nel 1997 la svolta; i Beastie Boys, visto l'addio di DJ Hurricane, sono alla ricerca di un nuovo collaboratore: la scelta ricade su Michael, il cui contributo è importantissimo per il successo di Hello Nasty, quinto album del trio newyorchese, uscito nel 1998. Le grandi doti di Michael si notano soprattutto nel pezzo Three MC's and One DJ, che sono proprio Mix Master Mike ed i Beastie Boys. Ha collaborato con il trio di New York anche nel 2004 in corrispondenza dell'uscita di To the 5 Boroughs, dove ha avuto il compito di mixare l'album.

## Discografia

### Album in studio
- 1998 - Anti Theft Device
- 2001 - Spin Psycle
- 2004 - Bangzilla

### EP
- 1996 - Beastie Show Breaks
- 2000 - Eye Of The Cyklops
- 2002 - Return Of The Cyclops